# Hórreo de Iracheta
El hórreo de Iracheta está situado en el lugar de Iracheta (oficialmente Iratxeta), en el concejo del mismo nombre del municipio de Leoz, en la Valdorba (Navarra), es una construcción medieval en piedra, destinada a la conservación del grano o de otros cultivos; se mantiene en buen estado de conservación; actualmente se destina a sala de exposiciones o actos culturales.

## Descripción arquitectónica
El almacén del hórreo se separa del suelo mediante una estructura formada por potentes pilares y arcos que protegen el grano de la humedad y de posibles roedores; queda así compuesto de dos plantas de 9,20 de largo por 7,60 de ancho.
Toda la construcción está realizada en piedra, en su mayor con fábrica de sillarejo bastante regular y bien concertado, aunque las esquinas se traban con sillares de mayor tamaño. En el perímetro de la planta inferior se disponen tres arcos de medio punto en los lados mayores, y dos arcos similares en cada uno de los lados menores. Los arcos, especialmente los del lado mayor,  se separan considerablemente de las esquinas, dejando así en las esquinas un muro ciego. Tanto este muro como los arcos se apoyan sobre un plinto o zócalo. A la altura del arranque de los arcos se sitúa una sencilla imposta de perfil rectangular con un vuelo potente -igual a su altura- que recorre tanto los pilares de los arcos como los machones de las esquinas; en su conjunto proporcionan una defensa ante los roedores que pudiesen intentar escalar la pared hasta el almacén del grano.
Los arcos se construyen con potentes dovelas, sin piezas especiales para la clave, en cuyo lugar se dispone un par de dovelas enfrentadas. El soporte que proporcionan los arcos perimetrales se complementa con los grandes pilares en el eje medio de la planta, correspondiendo con la posición de los pilares de los arcos del perímetro. Estos pilares disponen también de una imposta y un plinto similar a los que existen en el perímetro. Las dimensiones de estos plintos, en cuanto a su altura y vuelo respecto al plano de la fachada, no son constantes sin que esas diferencias queden justificadas por adaptarse a la superficie en que se halla -ya que esta es horizontal.
En los muros de la planta alta, destinada a almacén, solo se abre el hueco de la puerta de acceso y tres a modo de aspilleras, que proporcionan al almacén un mínimo de iluminación. La puerta de acceso se cubre con un arco de medio punto formado por tres amplias dovelas, una de ellas en la clave. Tanto estas piedras, como las que forman las jambas, tienen una labra más pulida que el resto de la construcción.
El edificio recibe una cubierta a dos aguas, soportada por una armadura de madera, y recubierta con lajas de piedra. Los aleros que sobresalen en los lados mayores de la planta se apoyan en unos canecillos lisos con final en cuarto de bocel.

## Época y origen
Según  los datos documentados el hórreo de Iracheta fue propiedad de la Corona de Navarra que lo donó al Monasterio de Irache, pasando en 1187 a la propiedad de la Orden de San Juan del Hospital quien lo conserva durante todo el siglo XIII. Unos datos que no permiten fijar con seguridad el momento en que se construyó, pues a lo largo de esos años pudo ser reconstruido o sustituido por nuevas construcciones.
La época más antigua que se propone es la de los siglos IX o X, apoyándose en las características de la construcción similares al prerrománico asturiano, en ese sentido se aporta la relación de la corona de Navarra con la de Asturias por el matrimonio en 873 de Alfonso III de Asturias con Jimena Gárces de Navarra; y el de Ordoño II con Sancha, hija de Sancho Garcés, en el año 923.
Sin embargo, las características constructivas están también presentes en templos -claramente románicos- de la Valdorba; por lo que puede defenderse que le hórreo es construido a finales del siglo XI, o ya en XII. Incluso hay quienes lo datan en el siglo XIII. En todo caso, la ausencia de elementos decorativos dificultan datarlo con seguridad.

## Galería

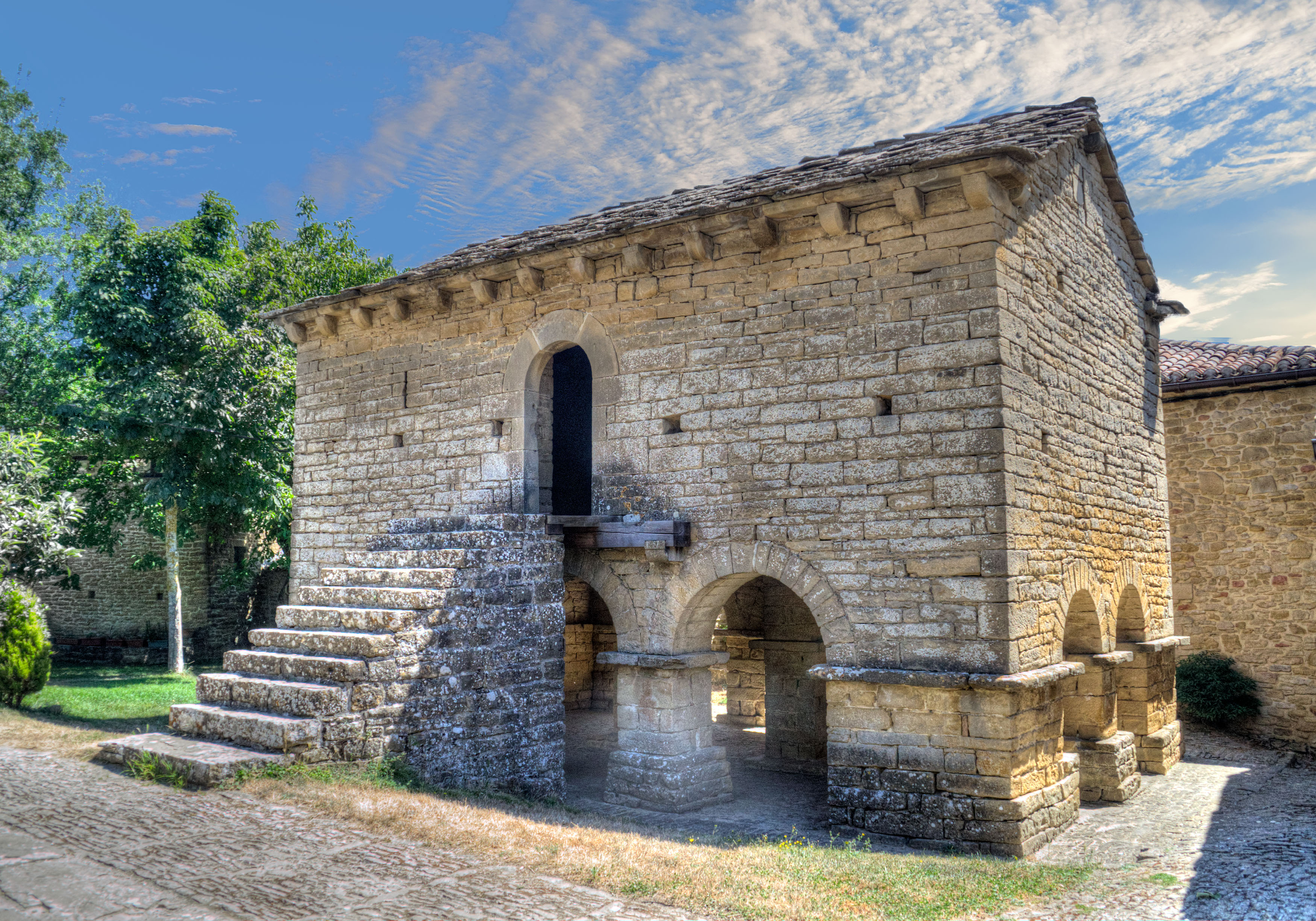
Fachada principal con escalera de acceso
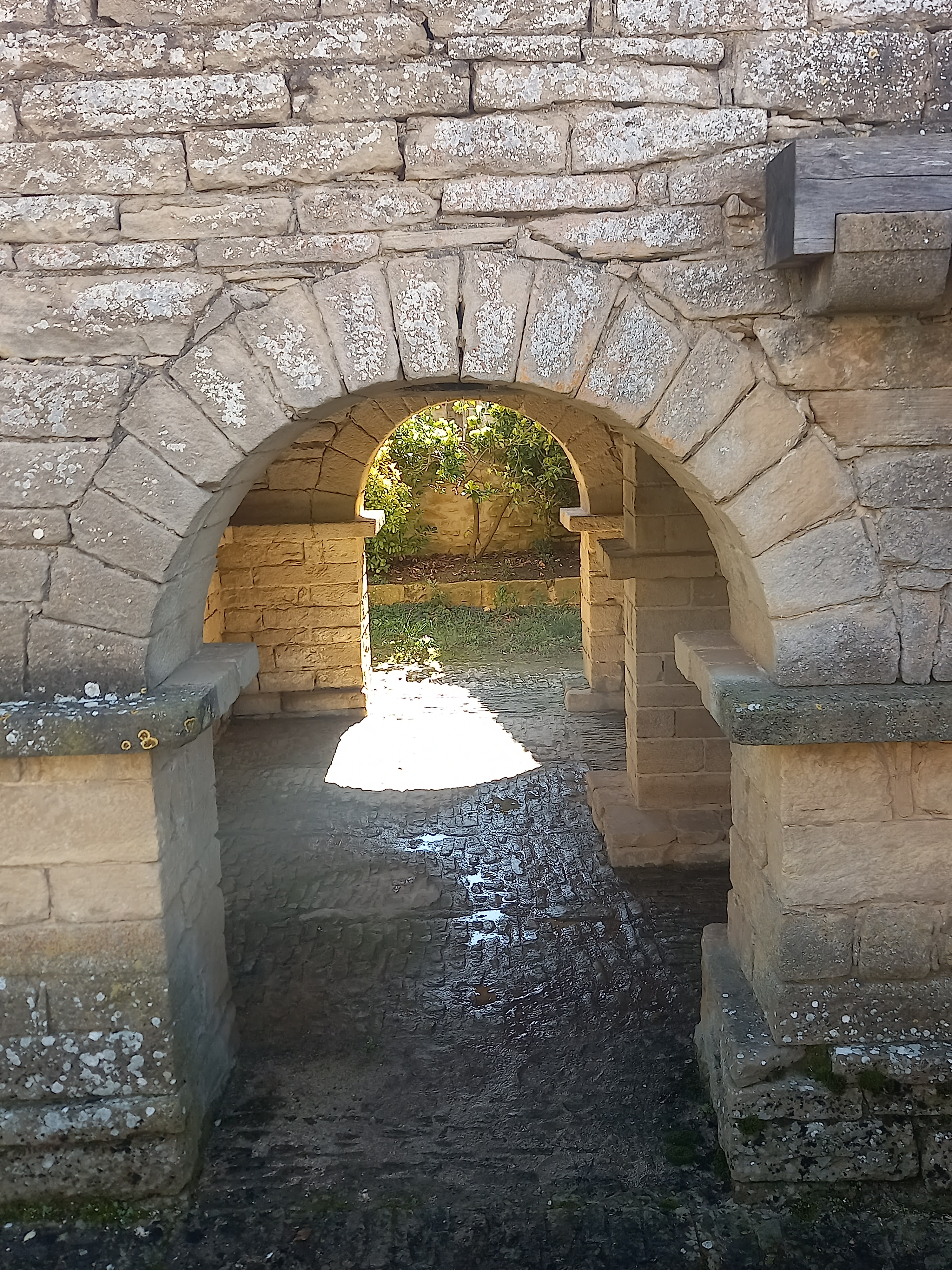
Vista transversal de la planta inferior desde el exterior
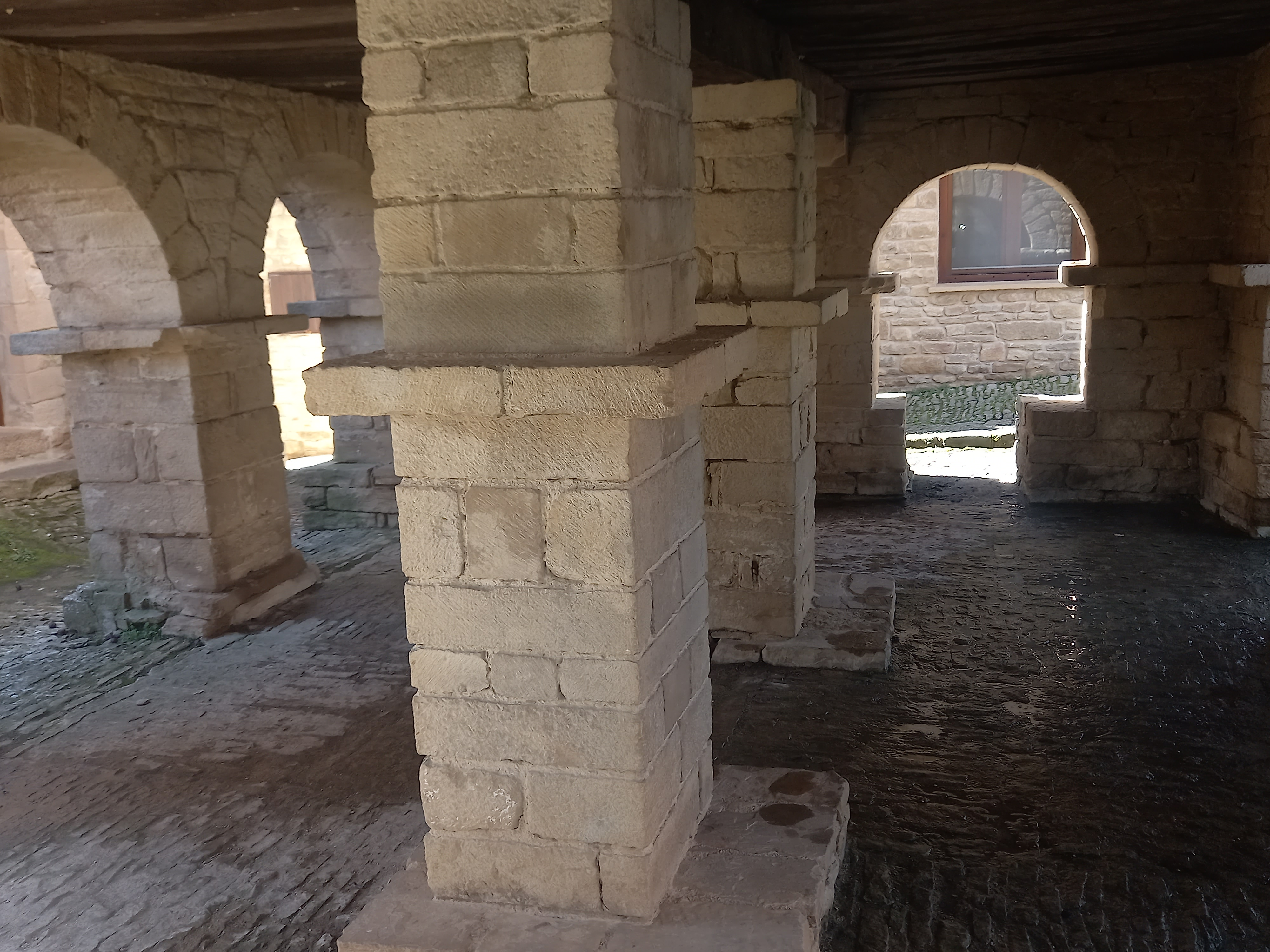
Vista longitudinal desde el interior
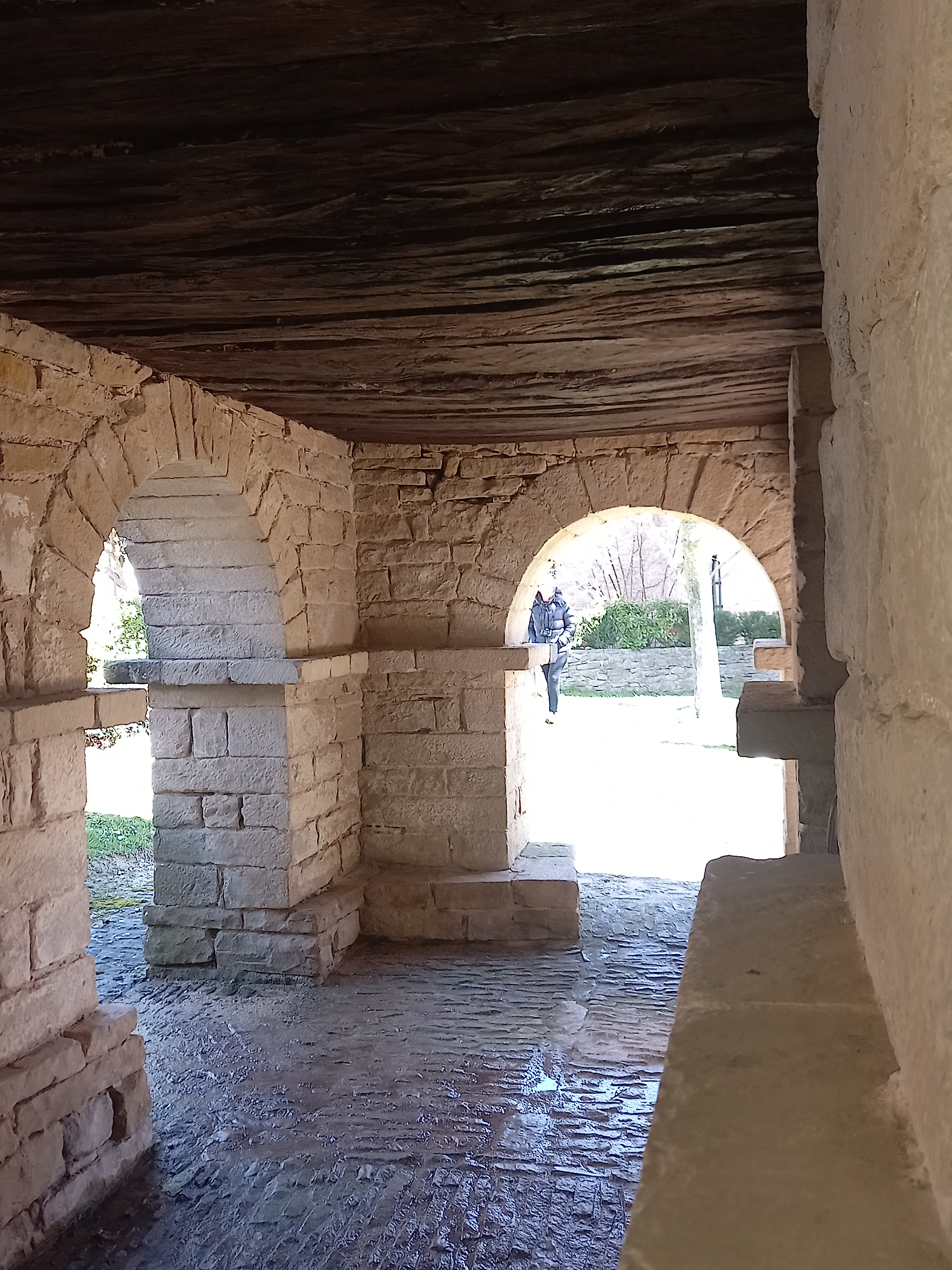
Vista interior de la esquina